# Classe Framée
La Classe Framée fut la seconde classe de contre-torpilleurs construite pour la Marine nationale française entre 1898 et 1901. Elle fut réalisée sur les chantiers navals de Saint-Nazaire et de Graville-Sainte-Honorine.
Ils portent les noms d'armes historiques de l'infanterie : Épée, Framée (Lance), Pique et Yatagan.

## Conception
Les navires étaient typiques de cette époque, avec une coque arrondie et un pont en dos de tortue (turtledeck). Les mâts furent supprimés pour les doter d'un meilleur équilibre. 

## Service
La Framée a coulé le 11 août 1900 dans une collision avec le cuirassé Brennus lors de manœuvres. Il y eut 45 disparus dont son commandant, le lieutenant de vaisseau De Mauduit Duplessis.
Les trois autres servirent durant la Première Guerre mondiale, mêmes s'ils étaient déjà obsolètes face aux nouveaux torpilleurs. Le Yatagan coula dans une collision avec le vapeur britannique SS Teviot devant Dieppe le 3 novembre 1916. Son commandant, le lieutenant de vaisseau Bousses, ainsi que son commandant en second, l'enseigne de vaisseau Ferey, disparaissent avec le bâtiment. 
Les deux autres survécurent à la guerre. Ils furent retirés du service en 1920-1921 et détruits à Toulon.

## Les unités de la classe
| N° | Nom     | Chantier naval                                   | Quille          | Lancement       | Mis en service | Fin de carrière                                   |
| -- | ------- | ------------------------------------------------ | --------------- | --------------- | -------------- | ------------------------------------------------- |
| M4 | Framée  | Ateliers et chantiers de la Loire, Nantes        | en 1897         | 21 octobre 1899 | 20 juin 1900   | coulé le 11 août 1900                             |
| M5 | Yatagan | Ateliers et chantiers de la Loire, Nantes        | en 1897         | 20 juillet 1900 | octobre 1900   | coulé le 3 novembre 1916                          |
| M6 | Pique   | Forges et chantiers de la Méditerranée, Le Havre | octobre 1897    | 31 mars 1900    | juin 1901      | rayé le 28 janvier 1921 détruit en 1921 à Toulon  |
| M7 | Épée    | Forges et chantiers de la Méditerranée, Le Havre | 27 octobre 1897 | 27 juillet 1900 | août 1901      | rayé le 1er octobre 1920 détruit en 1921 à Toulon |

## Sources
- (en) Cet article est partiellement ou en totalité issu de l’article de Wikipédia en anglais intitulé « Framée-class destroyer » (voir la liste des auteurs).